# San Damiano al Colle
San Damiano al Colle é uma comuna italiana da região da Lombardia, província de Pavia, com cerca de 727 habitantes. Estende-se por uma área de 6 km², tendo uma densidade populacional de 121 hab/km². Faz fronteira com Bosnasco, Castel San Giovanni (PC), Montù Beccaria, Rovescala.

## Demografia
| Variação demográfica do município entre 1861 e 2011                               |
|                                                                                   |
| Fonte: Istituto Nazionale di Statistica (ISTAT) - Elaboração gráfica da Wikipedia |